# Hrvatski Čenej
Hrvatski Čenej ili Čenej (rumunjski: Cenei) je općina i istoimeno naselje u županiji Timiş, u Rumunjskom dijelu Banata. 

## Hrvati u Čeneju
U Čeneju živi malen broj Hrvata Ličana koji su se naselili 1820. Čenej je bio zavičaj nekoć razgranatoga hrvatskoga plemićkog roda Vučetića, podrijetlom iz Brinja.

## Zemljopisni položaj
Nalazi se uz rumunjsko-srbijansku granicu odnosno uz granicu s autonomnom pokrajinom Vojvodinom. Smješten je 28 km od županijskog središta Temišvara i 23 km od grada Jimbolia, a jugoistočno od Hrvatske Keče.

## Vanjske poveznice
- MVPEI.hr Hrvatska nacionalna manjina u Rumunjskoj[neaktivna poveznica]
- Službene stranice Čeneja